# Grigas
Grigas ist ein litauischer männlicher Familienname.

## Weibliche Formen
- Grigaitė (ledig)
- Grigienė (verheiratet)

## Ableitungen
- Grigaitis
- Grigelis
- Grigaravičius
- Grigonis

## Personen
- Gvidas Grigas (* 1980), Fußballspieler